# Naufrage du MV Conception
 (août 2022).
Si vous disposez d'ouvrages ou d'articles de référence ou si vous connaissez des sites web de qualité traitant du thème abordé ici, merci de compléter l'article en donnant les références utiles à sa vérifiabilité et en les liant à la section « Notes et références ».
Le naufrage du MV Conception est un naufrage survenu le 2 septembre 2019 au large de l'île Santa Cruz, une île américaine dans le comté de Santa Barbara, en Californie. Bateau de plongée hébergeant des touristes pour la nuit, le MV Conception coule à la suite d'un incendie. Trente-quatre victimes mortelles sont dénombrées.